# Arcis-sur-Aube
Arcis-sur-Aube is een gemeente in het Franse departement Aube (regio Grand Est). De plaats maakt deel uit van het arrondissement Troyes. Arcis-sur-Aube telde op 1 januari 2022 2.779 inwoners, die Arcisiens worden genoemd.

## Geografie
De oppervlakte van Arcis-sur-Aube bedroeg op 1 januari 2022 9,49 vierkante kilometer; de bevolkingsdichtheid was toen 292,8 inwoners per km². De Aube stroomt door de gemeente.
De onderstaande kaart toont de ligging van Arcis-sur-Aube met de belangrijkste infrastructuur en aangrenzende gemeenten.

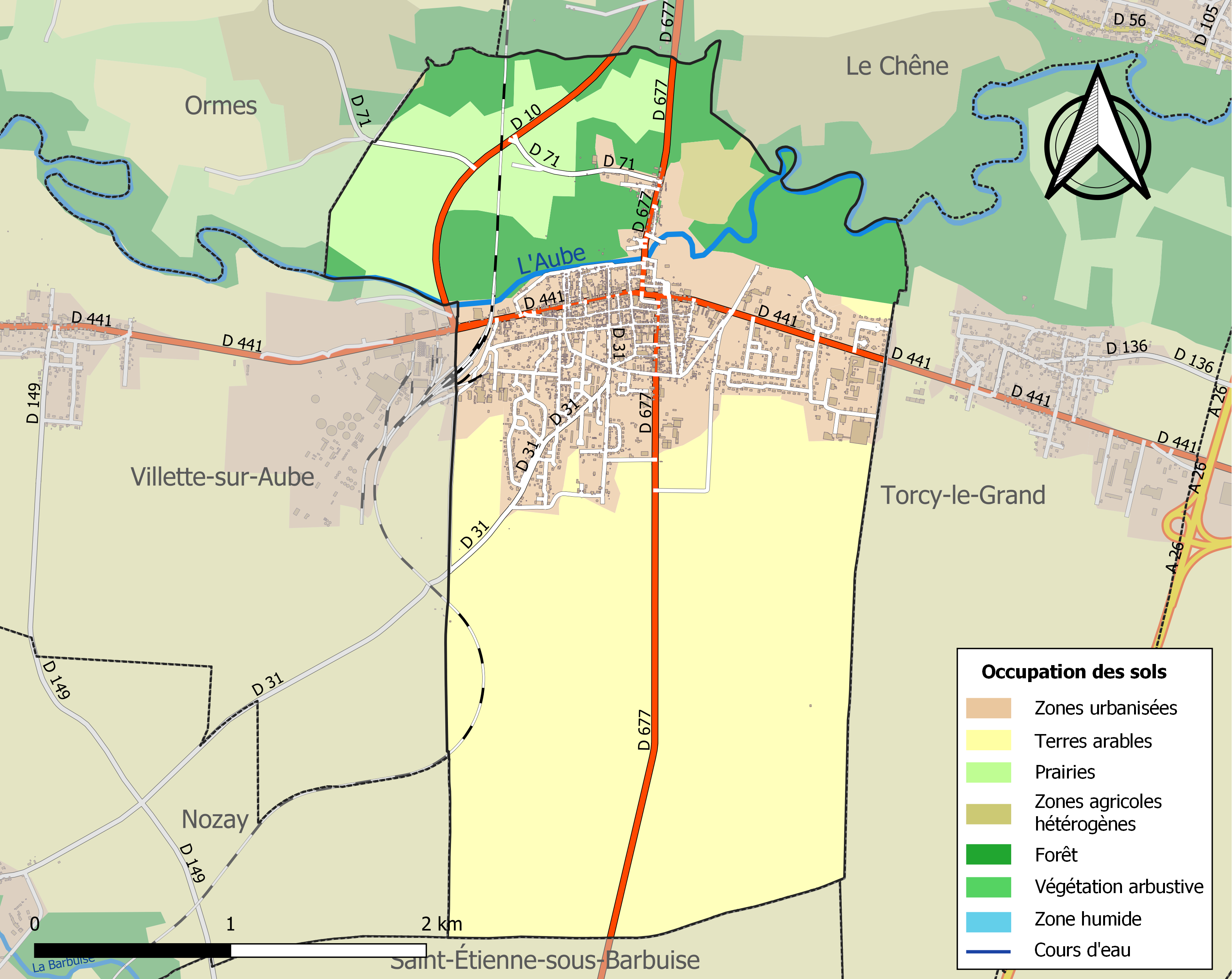

## Demografie
Onderstaande figuur toont het verloop van het inwonertal (bron: INSEE-tellingen).

Vanwege een beveiligingsprobleem met de MediaWiki Graph-software is het momenteel niet mogelijk deze grafiek weer te geven. Zodra de software is bijgewerkt zal de grafiek vanzelf weer zichtbaar worden.

## Geboren in Arcis-sur-Aube
- Georges Danton (1759 -1794), rechts-nationalistisch revolutionair (Franse Revolutie)